# Chalceus guaporensis
Chalceus guaporensis és una espècie de peix de la família dels caràcids i de l'ordre dels caraciformes.

## Hàbitat
Viu en zones de clima tropical.

## Distribució geogràfica
Es troba a Sud-amèrica: riu Madeira (Brasil), riu Guaporé (Bolívia) i riu Madre de Dios (Perú).